# UWA世界フェザー級王座
UWA世界フェザー級王座は、UWAが管理、認定していた王座。

## 歴史
1983年、LLIが創設。
1997年、LLIが解散。
LLIが解散後もタイトルマッチは行われていた。

## 歴代王者
| 歴代  | 選手               | 獲得日付       | 獲得場所 （対戦相手・その他）                            |
| ----- | ------------------ | -------------- | -------------------------------------------------------- |
| 初代  | ピケーノ・ソリン   | 1983年4月30日  | モレロス州サン・ペドロ・アパトラコ ラッセール 1984年返上 |
| 第2代 | ロマノ・ガルシア   | 1987年10月17日 | モレロス州サン・ペドロ・アパトラコ ラッセール            |
| 第3代 | フラマ・ドラダ2号  | 1988年8月13日  | モレロス州サン・ペドロ・アパトラコ                       |
| 第4代 | ルドルフォ・ルイス | 1990年2月24日  | メキシコシティ                                           |
| 第5代 | スペル・アーチー   | 1991年1月13日  | メキシコシティ                                           |
| 第6代 | バードボーイ1号    | 1991年7月27日  | モレロス州サン・ペドロ・アパトラコ                       |
| 第7代 | コラリージョ       | 1992年9月19日  | グアナフアト州サン・ロレンツォ                           |